# Saint-Vincent-de-Boisset
Saint-Vincent-de-Boisset település Franciaországban, Loire megyében. Lakosainak száma 972 fő (2022. január 1.). Saint-Vincent-de-Boisset Perreux, Le Coteau, Notre-Dame-de-Boisset és Parigny községekkel határos.

## Népesség
A település népessége az elmúlt években az alábbi módon változott:
| Lakosok száma | 431  | 656  | 811  | 877  | 891  | 926  | 966  | 974  | 979  | 972  |
|               | 1968 | 1982 | 1990 | 2006 | 2013 | 2015 | 2017 | 2019 | 2020 | 2022 |